# 搁浅资产
搁浅资产是指因意外或过早减记、贬值或转换为负债的资产。资产搁浅可能由多种因素造成，通常是因为经济增长和社会环境的创新转型所带来的“创造性破坏”的现象。 因此，它们对个人和公司构成风险，并可能具有系统性影响。因为社会环保意识的增强推动政府的新政策，搁浅资产最有可能出现于化石燃料行业。